# 1000 Hurts
1000 Hurts è il terzo album in studio del gruppo lo-fi noise statunitense Shellac, pubblicato nel 2000 dalla Touch and Go Records.

## Il disco
L'album è stato registrato in diverse sessioni tra il 1998 ed il 1999 agli Electrical Audio Studios di Steve Albini a Chicago, mentre la masterizzazione è avvenuta negli studi di Abbey Road di Londra, utilizzando il processo DMM (direct metal mastering). Il titolo dell'album è un gioco di parole: 1000 Hurts è utilizzato infatti per indicare 1000 Hertz o 1 kilohertz. La copertina interna rappresenta un oscilloscopio, mentre sia la versione in vinile che quella CD rappresentano un registratore a bobine.

## Tracce

### Lato A
1. Prayer to God – 2:50
2. Squirrel Song – 2:38
3. Mama Gina – 5:43
4. QRJ – 2:52
5. Ghosts – 3:36

### Lato B
1. Song Against Itself – 4:13
2. Canaveral – 2:38
3. New Number Order – 1:39
4. Shoe Song – 5:17
5. Watch Song – 5:25

## Formazione

### Musicisti
- Steve Albini - voce e chitarra
- Robert S. Weston - basso e voce
- Todd Trainer - batteria e voce

### Personale tecnico
- Bill Skibbe
- Rob Bochnik
- Greg Norman
- John Loder
- Steve Rooke